# اونترشوناو
اونترشوناو (به آلمانی: Unterschönau) یک شهر در آلمان است که در اشمالکالدن-ماینینگن واقع شده‌است. اونترشوناو ۵۹۰ نفر جمعیت دارد.